# Sportåret 1835

## Händelser

### Boxning
- 24 februari – Nick Ward besegrar Harry John Lockyer i Moulsey Hurst. Matchen varar i 18 minuter över 18 eller 13 ronder.[1]

- 27 maj – Sambo Sutton besegrar Nick Ward i Tottenham. Matchen varar i 30 minuter över tolv ronder. Matchen kan ha ägt rum 1836.[2]

- 21 juli – William Thompson besegrar Ben Caunt i Nottingham. Matchen varar i 22 ronder. Caunt diskas när han slår till Thompson medan denne sitter i sin ringhörna.[3]

- 3 november – William Perry möter Barney Dogherty i Mortlake. Matchen bryts av polis efter sju ronder. Matchen återupptas senare samma dag i Lechmere Common, där Perry besegrar Dogherty. Matchen varar i ytterligare sex ronder.[4]

## Födda

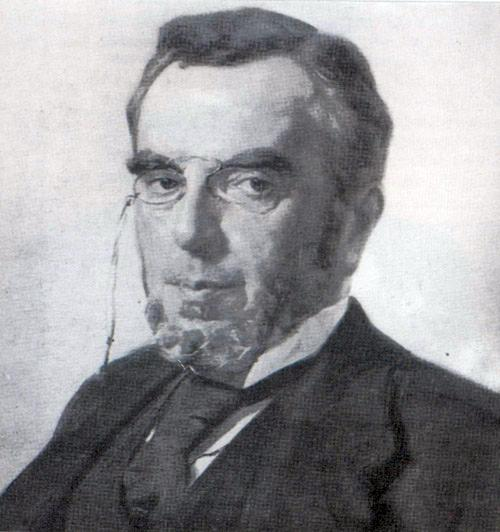
Demetrios Vikelas.

- 15 februari – Demetrios Vikelas, grekisk affärsman och författare, Internationella olympiska kommitténs första ordförande[5]